# Mutsuko Nagata
Mutsuko Nagata (永田睦子?, Nagata Mutsuko; Nishiariecho, 26 settembre 1976) è un'ex cestista giapponese.

## Carriera
Con il Giappone ha disputato due edizioni dei Giochi olimpici (Atlanta 1996 e Atene 2004) e due dei Campionati del mondo (1998, 2002).